# Uvaria gracilipes
Uvaria gracilipes är en kirimojaväxtart som beskrevs av N. Robson. Uvaria gracilipes ingår i släktet Uvaria och familjen kirimojaväxter. Inga underarter finns listade i Catalogue of Life.